# 石子镇 (内江市)
石子镇，是中华人民共和国四川省内江市东兴区下辖的一个乡镇级行政单位。

## 行政区划
石子镇下辖以下地区：
桂溪社区、旱地坝村、七角村、上板村、核桃村、石子村、太和村、龙安村、谷嘴村、新屋村、七星村、三县寺村、车星村、石家村和天星村。